# Juchart
Die Juchart oder Jucharte war ein in der Schweiz früher gebräuchliches landwirtschaftliches Ackermass. Es wird anderswo auch Joch, Jochart, Jauchart, Jauch, Juck oder Juckert genannt und entspricht «soviel Land, als man mit einem Ochsengespann an einem Tag pflügen kann». Verwandte Ackermasse sind das Tagewerk, der Morgen und der Acre.

## Unterschiedliche Grösse
Da Landmasse meist auf Schätzungen von Arbeitsprozessen beruhte, war eine Juchart nicht immer gleich gross. Es kam auf die Lage des zu messenden Landstücks an.
Ist eine Juchart aufgrund einer in einem Tag vollführten Arbeit definiert, so variiert sie je nach Geländebeschaffenheit. Im Mittelland lag die Einheit für Ackerland zwischen 27 und 36 Aren, in Gebieten mit vorwiegend Getreidebau betrug eine Juchart zwischen 32 und 36 Aren, mit vorwiegend Wiesland 27 bis 34 Aren. Je hügeliger und steiler das Land, desto kleiner die Juchart. So mass sie im Rebbau nur zwischen drei und vier Aren.
Die Grösse einer Juchart hing aber auch stark vom lokalen Gebrauch ab. Schon auf wenige Kilometer Distanz konnten sich zwischen sonst ähnlich strukturierten Ortschaften signifikante Unterschiede ergeben. So mass beispielsweise in Kaiserstuhl eine Juchart 36,09 Aren, in Zurzach nur 32,41 Aren.

## Vereinheitlichung mit Schweizer Konkordat von 1835
Mit dem Konkordat über eine gemeinsame schweizerische Mass- und Gewichtsordnung vom 17. August 1835 wurde in vielen Kantonen des damaligen Staatenbundes das metrische System eingeführt und die alten Einheiten auf einfache Verhältnisse zu diesem gebracht. Dabei wurde, mit Gültigkeit ab 1836, die Juchart auf genau 36 Aren festgelegt. Gültig war das Konkordat vorwiegend in deutschsprachigen Kantonen: Zürich, Bern, Luzern, Glarus, Zug, Freiburg, Solothurn, Basel-Stadt, Basel-Landschaft, Schaffhausen, St. Gallen, Aargau und Thurgau.
Im Kanton Waadt umfasste die an das metrische System angepasste Juchart – dort Pose genannt – 10 Fossoriers = 4500 Quadratmeter = 45 Aren (franz.) und entsprach damit 1¼ deutschschweizerischen Jucharten.
Auch im südlichen Baden entsprach die Juchart seit der «wildschen Reform» im frühen 19. Jahrhundert 36 Aren.

## Begriffsgeschichte
Das Wort «Juchart(e)» ist mit «Joch» und dem lateinischen «iugerum» verwandt und beschrieb ursprünglich die Fläche eines Stücks Land, das mit einem Joch Ochsen innert eines Tages gepflügt werden konnte. Begrifflich verwandt sind damit die Masseinheiten Tagwan und Mannwerk in der Schweiz, Tagwerk in Süddeutschland, Joch in Süddeutschland und Österreich und acre in den englischsprachigen Ländern.